# Marienkapelle (Wawel)

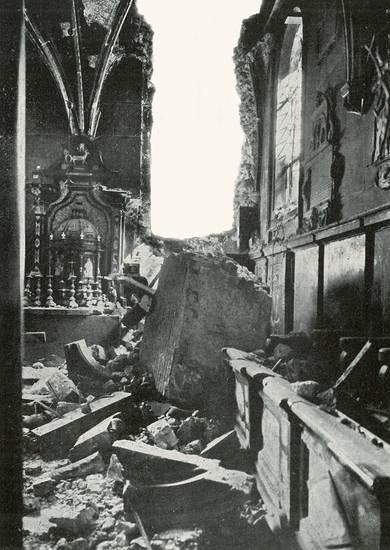
1945 nach dem sowjetischen Bombardement

Die Marienkapelle (polnisch Kaplica Mariacka) ist eine der 19 Kapellen, die die Krakauer Kathedrale umgeben. Sie wird auch Báthory-Kapelle genannt und ist Maria geweiht und befindet sich im östlichen Chorumgang.

## Geschichte
Die Kapelle wurde anstelle einer gotischen Kapelle aus dem 14. Jahrhundert in den Jahren von 1594 bis 1595 für Anna Jagiellonica als Grabkapelle für ihren verstorbenen Ehemann König Stephan I. Báthory im Stil des Manierismus errichtet. Das ebenfalls manieristische Grabmal Stephan I. schuf 1595 Santi Gucci. Ursprünglich war die Königin Elisabeth von Pilitza in der Kapelle bestattet. Ein kleinerer Umbau fand im 17. Jahrhundert durch den Kanoniker Wojciech Serebryski statt. Nach den Zerstörungen durch das sowjetische Bombardement des Wawels am Ende des Zweiten Weltkriegs wurde die Kapelle stark beschädigt, jedoch bereits in den Jahren von 1946 bis 1951 wieder aufgebaut.

## Krypta
In der Kapelle wurde bestattet:
- Königin Elisabeth von Pilitza
- König Stephan I. Báthory
- Kanoniker Wojciech Serebryski

## Innenraum
Die Kapelle ruht auf drei gotischen Säulen. Die ursprünglichen manieristischen Fresken malte Kasper Kurcz 1594. Sie wurden in den Jahren von 1947 bis 1950 von Roman Kozłowski rekonstruiert. Ältere gotische von König Ladislaus II. Jagiełło gestiftete Fresken sind an den Fenstern erhalten. Den Innenraum einschließlich des Grabmals gestaltete Santi Gucci. Die Empore aus dem Anfang des 17. Jahrhunderts ist bereits frühbarock. Über die Empore besteht Zugang zum Königsschloss. Auch der Altar und das Tabernakulum sind im frühbarocken Stil gehalten.

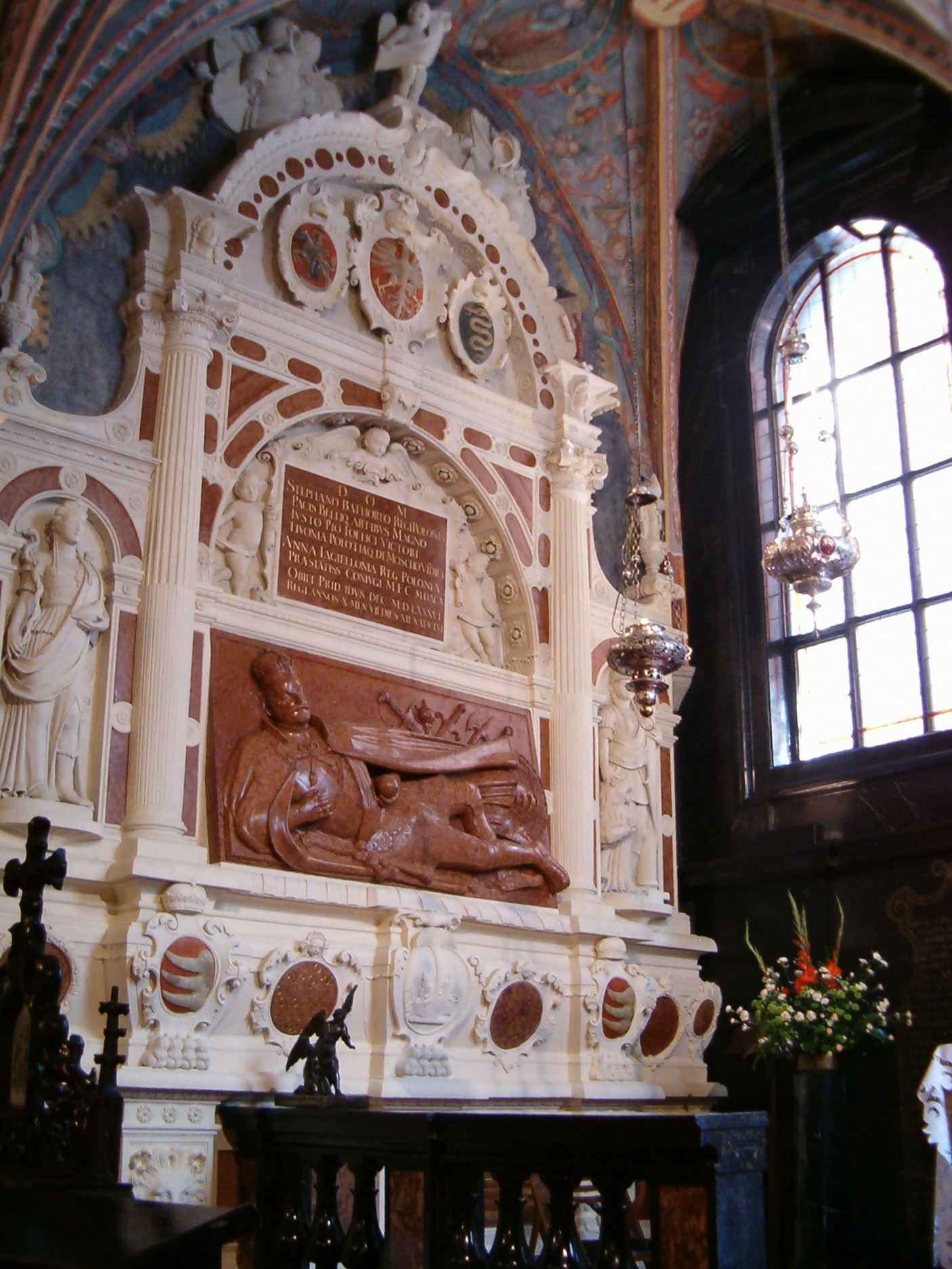
Grabmal
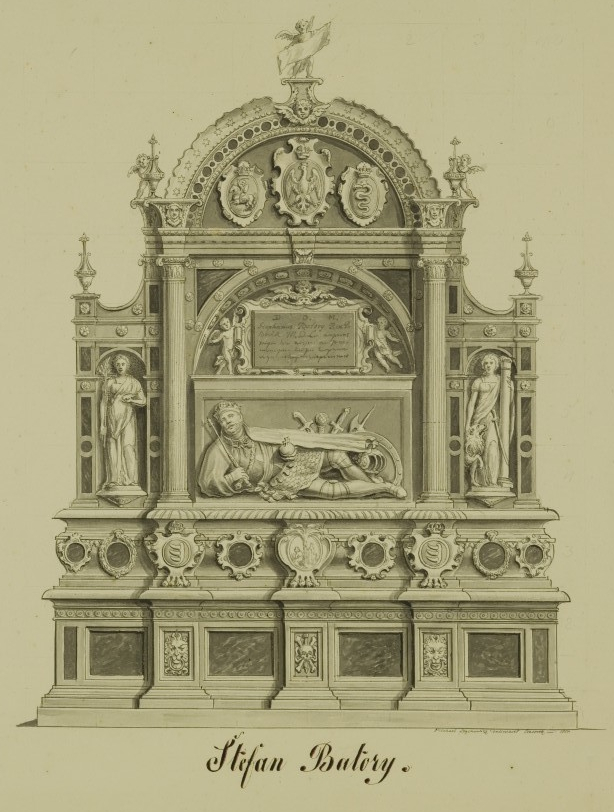
Grabmal

## Quelle
- Michał Rożek: Krakowska katedra na Wawelu. Wydawnictwo św. Stanisława BM Archidiecezji Krakowskiej, Kraków 1989